# Jacquemart

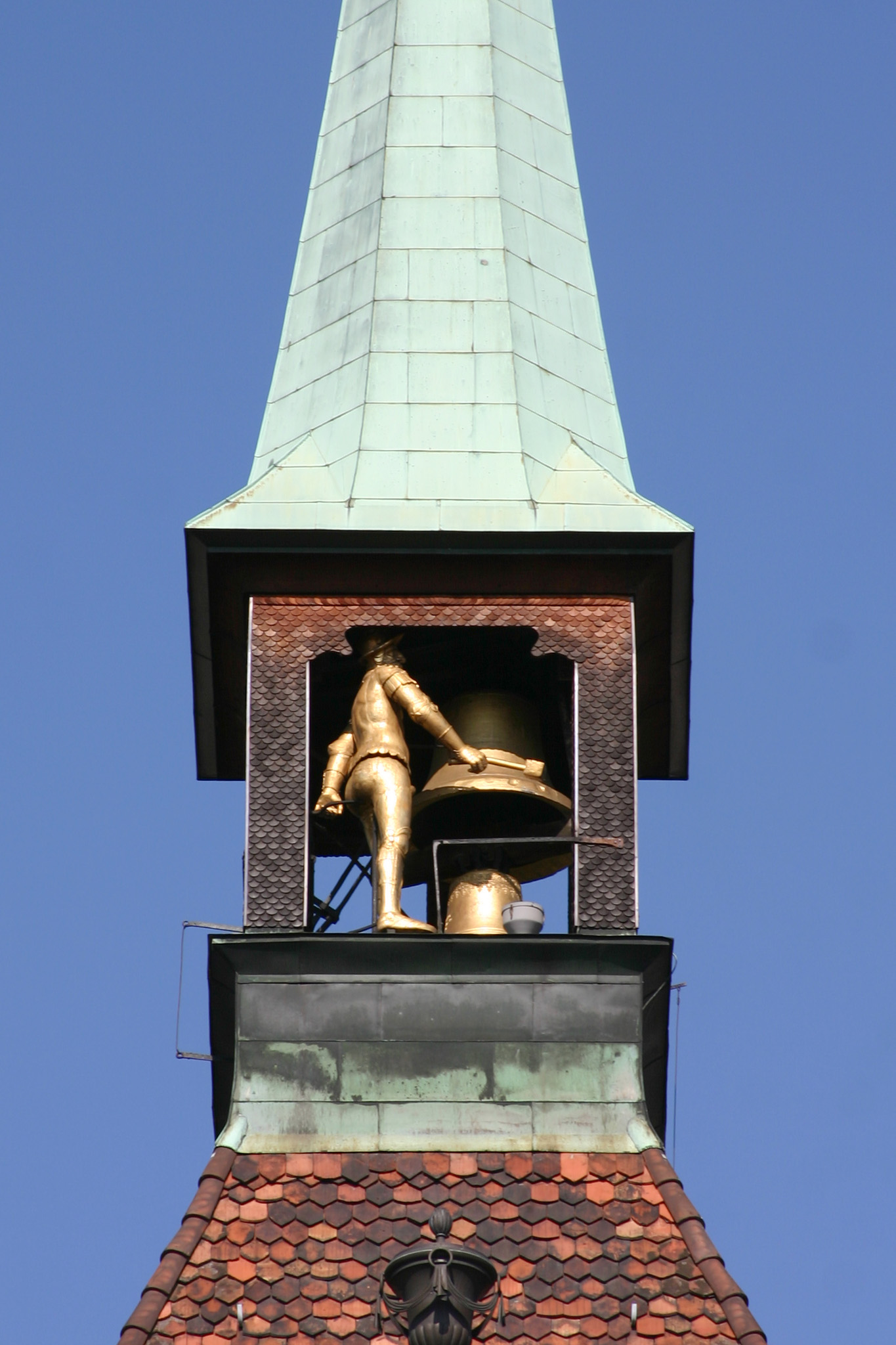
Zytglogge óratorony, Bern, Svájc

A jacquemart (néha jaquemart) egy automata, általában fából vagy fémből készült, emberalakot formázó, mechanikus figura, amely egy harangot kalapáccsal ütve jelzi az órákat. Ezek a figurák rendszerint órák vagy óratornyok részei, gyakran az építmény tetején vagy annak közelében helyezkednek el.
A szó eredetileg a franciából származik, de az angol nyelvben is előfordul. Eredete vitatott, az egyik elmélet szerint a 'jacke' nevű, templomtornyok építésénél használt szerszámhoz kapcsolódik, amelyet a steeplejack toronykészítő, tetőjavító mesterek használtak.
Az egyik legrégebbi és legismertebb jacquemart a dijoni Notre-Dame székesegyház déli tornyán található, amelyet II. (Merész) Fülöp burgundi herceg helyeztetett el 1383-ban. Ezen kívül híres jacquemart még a berni Zytglogge, illetve a velencei Óratorony tetején láthatóak.
Magyarországon jelenleg nem ismert olyan óratorony vagy óra, amely jacquemart szerkezettel rendelkezne. Az ilyen automaták főként nyugat-európai országokban találhatók meg.
Dél-Franciaországban az egyetlen fennmaradt jacquemart Lavaur-ban található, a Saint-Alain katedrális harangtornyának tetején. A legenda szerint a vallásháborúk idején egy protestáns foglyot zártak be ide, akinek minden órában meg kellett kongatnia a harangokat. Hogy megkönnyítse a dolgát, készített egy mechanizmust, amely elvégezte helyette ezt a feladatot. 

## Galéria
- Mór jacquemart figurák a velencei Óratorony tetején
- Kroch toronyház, Lipcse, Németország
- Paulusdom, Münster, Németország
- Burgosi katedrális, Burgos, Spanyolország
- Robin Hood-óra, Thornton's Arcade, Leeds, Anglia
- Szent Péter társaskáptalani templom, Leuven, Belgium
- Szent Bénigne-székesegyház, Dijon, Franciaország

## Fordítás
Ez a szócikk részben vagy egészben  a   Jacquemart (bellstriker) című angol Wikipédia-szócikk ezen változatának fordításán alapul.  Az eredeti cikk szerkesztőit annak laptörténete sorolja fel. Ez a jelzés csupán a megfogalmazás eredetét és a szerzői jogokat jelzi, nem szolgál a cikkben szereplő információk forrásmegjelöléseként.